# Generał major artylerii

Pagon na mundurze paradnym

Generał major artylerii (ros. Генерал-майор артиллерии) – stopień wojskowy w korpusie wyższych oficerów artylerii w Siłach Zbrojnych ZSRR w latach 1940 - 1984; najniższy w tym korpusie; niższy bezpośrednio od stopnia generała porucznika artylerii.